# Eleanor Gibson
Pour les articles homonymes, voir Gibson.
Eleanor Jack Gibson, née le 7 décembre 1910 à Peoria (Illinois), et morte le 30 décembre 2002, est une psychologue américaine et professeure de psychologie, qui s'est intéressée à l'apprentissage de la lecture, et la perception de l'apprentissage chez les nourrissons et les tout-petits.

## Biographie
Elle obtient en 1931 sa licence et en 1933 son master au Smith College. Elle se marie en 1932 avec James J. Gibson. En 1938, elle obtient son doctorat à Université Yale, puis revient enseigner au Smith College. Après quelques années d'interruption pendant la Seconde Guerre mondiale, elle reprend l'enseignement pendant quelques années au Smith College, puis à l'université Cornell, où elle a un poste d'associée de recherche. C'est à Cornell qu'elle crée, avec Richard D. Walk, le Visual cliff (en). En 1972, elle est nommée professeure de psychologie, première femme professeure de l'université Cornell.
Dans les années 1960-1970, Eleanor Gibson, en partenariat avec James J. Gibson, crée la Gibsonian ecological theory of development, qui  souligne l'importance de la perception qui permet aux humains de s'adapter à leur environnement. Sa contribution la mieux connue à la psychologie est le « Visual Cliff », qui étudie la perception de la profondeur et des déficiences visuelles ou motrices à la fois de l'homme et des espèces animales. Cela  conduit à une nouvelle compréhension du développement perceptif chez les bébés. L'environnement fournit des informations permettant le développement du système sensoriel, avec l'augmentation de stimuli, de sorte que le développement perceptif corresponde à des stimuli environnementaux. Les nourrissons se développent à partir de l'adaptation à leur environnement.
Une enquête de la Review of General Psychology de 2002, concernant les 100 psychologues les plus éminents du XXe siècle la classe à la 74e place, ex æquo avec Paul E. Meehl.

## Distinctions
- 1968 : Award for Distinguished Scientific Contributions to Psychology, Association américaine de psychologie,
- 1971 : membre de l'Académie nationale des sciences.
- 1977 : membre de l'Académie américaine des arts et des sciences.
- 1992 : National Medal of Science

## Ouvrages
- Principles of perceptual learning and development, New York: Meredith Corporation, 1969.
- An Odyssey in learning and perception, Cambridge: MIT Press, 1991.
- The « visual cliff », avec Richard D. Walk, Scientific American, 202, 67-71, 1960.
- Perceptual learning and development: An ecological approach to perceptual learning and development, avec A.D. Pick, Oxford: Oxford University Press, 2000.
- Psychology of reading, Avec H. Levin , Cambridge, MA: MIT Press, 1975.
- Perceiving the Affordances: A Portrait of Two Psychologists, Psychology Press, 2001

## Lectures complémentaires
- Eleanor J. Gibson, in G. Lindzey, G. Lindzey (éd.), A history of psychology in autobiography Vol. VII (p. 239–271). San Francisco, CA, US: W H Freeman & Co. DOI 10.1037/11346-006.
- Szokolszky, A. (2003). An interview With Eleanor Gibson.Ecological Psychology, 15(4), 271-281. DOI 10.1207/s15326969eco1504_2
- Wayne, Tiffany K. (2010). "Gibson, Eleanor Jack". American women of science since 1900. Santa Barbara, Calif.: ABC-CLIO. p. 429–430.  (ISBN 9781598841589).